# Коннов, Игорь Валентинович
Игорь Валентинович Коннов (3 августа 1954, Калинин — 2002) — советский гребец. Мастер спорта СССР международного класса.
Работал столяром-краснодеревщиком. Представлял спортивное общество «Динамо» (Калинин).
Двукратный чемпион СССР по академической гребле (1975, 1976). Член сборной СССР с 1975 года. Серебряный призёр чемпионата мира 1975 года в Великобритании (восьмёрка).
Участник Олимпийских игр 1976 года в Монреале (седьмое место).
Похоронен на кладбище «Лебедево» Калининского района Тверской области.